# Artemisia eriopoda
Artemisia eriopoda là một loài thực vật có hoa trong họ Cúc. Loài này được Bunge mô tả khoa học đầu tiên.